# Unió Caribenya de Radiodifusió
La Unió Caribenya de Radiodifusió (En anglès: Caribbean Broadcasting Union, CBU) és una associació sense finalitats de lucre de radiodifusores de servei públic i comercials al Carib. Fundada en 1970, té la seva seu a Barbados.
El mandat actual de la CBU inclou la facilitació d'alguns serveis de transmissió, representació i capacitació del personal de les estacionis membres en suport d'una comunitat del Carib unificada. Les estacions membres provenen dels 15 països membres de la Comunitat del Carib, amb l'excepció d'Haití. Altres estacions membres provenen d'algunes nacions a la zona del mar Carib.

## Membres

### Membres plens
| País                           | Organització de radiodifusió                              |
| ------------------------------ | --------------------------------------------------------- |
| Anguilla                       | Radio Anguilla                                            |
| Aruba                          | Telearuba                                                 |
| Antigua i Barbuda              | Antiga and Barbuda Broadcasting Service                   |
| Bahames                        | Broadcasting Corporation of the Bahames                   |
| Barbados                       | Caribbean Broadcasting Corporation                        |
| Belize                         | Broadcasting Corporation of Belize                        |
| Belize                         | Great Belize Productions                                  |
| Bermudes                       | Bermuda Broadcasting Company                              |
| Colòmbia                       | Teleislas                                                 |
| Curaçao                        | TeleCuraçao                                               |
| Dominica                       | Dominica Broadcasting                                     |
| Dominica                       | Marpin Television                                         |
| Grenada                        | Grenada Broadcasting Corporation                          |
| Guyana                         | Guyana Television Broadcasting                            |
| Guyana                         | Guyana Broadcasting Corporation                           |
| Guyana                         | WRHM Television Service                                   |
| Guyana                         | Vieras Communications                                     |
| Illes Turks i Caicos           | Radio Turks and Caicos                                    |
| Jamaica                        | CVM Television                                            |
| Jamaica                        | Jamaica Broadcasting Corporation                          |
| Jamaica                        | Television Jamaica                                        |
| Illa de Montserrat             | Radio Montserrat                                          |
| Saint Kitts i Nevis            | ZIZ Radio and Television                                  |
| Saint Lucia                    | Cablevisión                                               |
| Saint Lucia                    | Helen Television System                                   |
| Saint Lucia                    | Saint Lucia Broadcasting Corporation                      |
| Saint Vincent i les Grenadines | Saint Vincent and the Grenadines Broadcasting Corporation |
| Surinam                        | Surinaamse Televisie Stichting                            |
| Surinam                        | ATV                                                       |
| Surinam                        | Telesur                                                   |
| Trinitat i Tobago              | AVM Television                                            |
| Trinitat i Tobago              | Caribbean Communication Network - TV 6                    |
| Trinitat i Tobago              | International Communication Network                       |
| Trinitat i Tobago              | Trinidad Broadcasting                                     |

### Membres associats
| País                      | Organització de radiodifusió                              |
| ------------------------- | --------------------------------------------------------- |
| Canadà                    | Corporació Canadenca de Radiodifusió (CBC/Radio-Canada)   |
| Cuba                      | Institut Cubà de Ràdio i Televisió (ICRT)                 |
| Estats Units              | CNN                                                       |
| Estats Units              | National Association of Broadcasters                      |
| Estats Units              | Veu d'Amèrica (VOA)                                       |
| França                    | Societat Nacional de Ràdio Televisió Francesa d'Ultramar  |
| Illes Verges Britàniques  | Departament d'Informació i Relacions Públiques de Tórtola |
| I. Verges Nord-americanes | St. Thomas-St. John Cable Television                      |
| Jamaica                   | Institut Caribeny de Mitjans i Comunicació (CARIMAC)      |
| Jamaica                   | The Creative Production & Training Centre Ltd.            |
| Jamaica                   | Independent Radio Co. Ltd.                                |
| Jamaica                   | Radio Education Unit                                      |
| Països Baixos             | Radio Nederland Wereldomroep                              |
| Regne Unit                | BBC                                                       |
| Trinitat i Tobago         | Banyan Ltd.                                               |